# Hovedserien 1954/1955
Hovedserien 1954/1955 var Norges högsta division i fotboll säsongen 1954/1955 och löpte från juli 1954 till maj 1955. Lagen var uppdelade i två grupper, med åtta lag i varje. Fredrikstad vann Grupp A, och Larvik Turn Grupp B. Gruppvinnarna spelade final. Finalen vann Larvik Turn med 4–2.

## Grupp A
|   |               | S  | V | O | F | +  | -   | P  |
| - | ------------- | -- | - | - | - | -- | --- | -- |
| 1 | Fredrikstad   | 14 | 7 | 5 | 2 | 43 | -24 | 19 |
| 2 | Viking        | 14 | 6 | 3 | 5 | 23 | -24 | 15 |
| 3 | Odd           | 14 | 6 | 3 | 5 | 20 | -25 | 15 |
| 4 | Vålerengen    | 14 | 4 | 6 | 4 | 22 | -21 | 14 |
| 5 | Brann         | 14 | 5 | 4 | 5 | 23 | -24 | 14 |
| 6 | Lillestrøm    | 14 | 6 | 2 | 6 | 27 | -30 | 14 |
| 7 | Fram (Larvik) | 14 | 6 | 1 | 7 | 21 | -24 | 13 |
| 8 | Sparta        | 14 | 1 | 6 | 7 | 21 | -28 | 8  |

## Grupp B
|   |               | S  | V  | O | F  | +  | -   | P  |
| - | ------------- | -- | -- | - | -- | -- | --- | -- |
| 1 | Larvik Turn   | 14 | 10 | 1 | 3  | 40 | -16 | 21 |
| 2 | Skeid         | 14 | 9  | 1 | 4  | 34 | -22 | 19 |
| 3 | Sandefjord BK | 14 | 8  | 3 | 3  | 26 | -23 | 19 |
| 4 | Asker         | 14 | 7  | 2 | 5  | 27 | -20 | 16 |
| 5 | Sarpsborg     | 14 | 5  | 4 | 5  | 27 | -33 | 14 |
| 6 | Ranheim       | 14 | 4  | 2 | 8  | 20 | -29 | 10 |
| 7 | Strømmen      | 14 | 2  | 3 | 9  | 22 | -27 | 7  |
| 8 | Freidig       | 14 | 2  | 2 | 10 | 13 | -39 | 6  |

## Final
- 5 juni 1955:	Larvik Turn - Fredrikstad 4–2

S: Spelade matcher, V: Vinster, O: Oavgjort, F: Förluster, +: Gjorda mål, -: Insläppta mål

## Förklaringar
- S = spelade matcher V = vinster = O = oavgjorda F = förluster + - = målskillnad P = poäng.